# Kingsley Adams
Kingsley Adams (* 26. Juni 1952) ist ein ehemaliger ghanaischer Weitspringer.
Bei den British Commonwealth Games 1974 in Christchurch wurde er Vierter.
Im selben Jahr wurde er für die University of Colorado Boulder startend NCAA-Hallenmeister.
Seine persönliche Bestleistung von 7,97 m stellte er am 26. April 1974 in Des Moines auf.